# قائمة قصور الهند

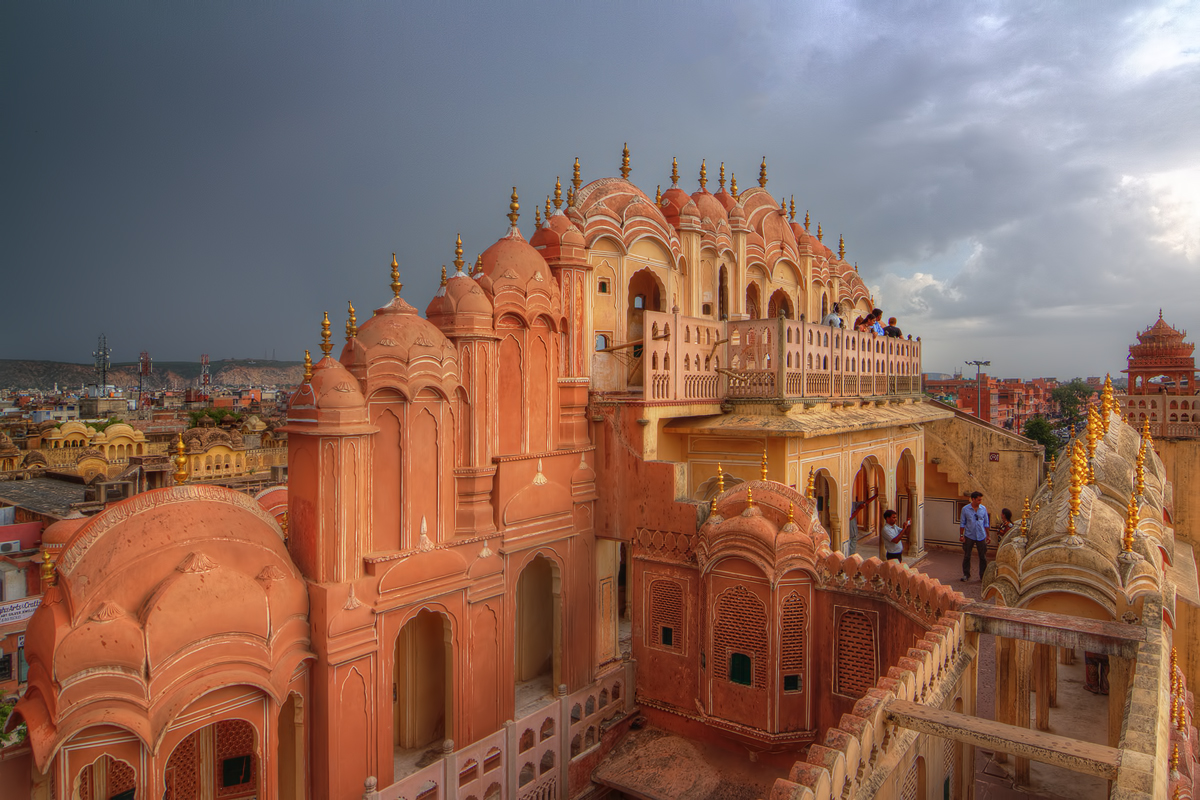
قصر الرياح

قصر هو مقرإقامة كبير، وخاصة ما يتعلق بالمقرات الملكية والرئاسية، أو الأعيان رفيعي المستوى، كالأساقفة، كما يطلق قصر على المباني الفخمة والمزخرفة.

## قائمة قصور الهند
تحتوي هذه القائمة على أسماء قصور في الهند.
- حصن عامر

- قصر الرياح
- الحصن الأحمر
- قصر أوميد بهاوان
- قصر بحيرة تاج
- فتحبور سيكري
- متحف اركل